# Diluntum
Diluntum je antički municipij koji predstavlja kontinuitet Daorsona, nekadašnjeg glavnog grada Daorsa na Gradini kod Ošanjića. Iako su ga arheolozi bili locirali na više mjesta (Kotezi, Hutovo, pa čak i Popovo polje), najvjerojatnije je postojao na mjestu današnjega Stoca u Hercegovini gdje je Ćiro Truhelka 1892. na lokalitetu Podgrad pronašao ostatke rimskih građevina urbanog naselja (tri stambene građevine, termalni pogon te zgradu s mozaicima i hipokaust). Struktura građevina kao i položaj naselja potvrdila je da se radilo o značajnom naselju od kojeg je po veličini i značaju jedino bila veća Narona. O važnosti naselja svjedoči i to što je 533. dodijeljen biskupu Sarsenterske biskupije.